# Zápas na Letních olympijských hrách 1976 – muži, volný styl nad 100 kg
Zápas ve volném stylu ve váhové kategorii nad 100 kg probíhal na Letních olympijských hrách 1976 ve dnech 27. až 31. července v Montréalu, v multifunkční hale Maurice Richard Arena. O medaile se utkalo celkem 15 zápasníků.

## Turnajové výsledky
Za prohru zápasníci získávají záporné body. 6 bodů vyřazuje zápasníka z dalších bojů. Poté, co zbývají poslední tři borci, utkají se tito ve finálovém kole o medaile.
Legenda
- TF — Lopatkové vítězství
- IN — Vítězství pro soupeřovo zranění
- DQ — Vítězství pro soupeřovu pasivitu
- D1 — Vítězství pro soupeřovu pasivitu, vítěz taktéž napomínán
- D2 — Oba zápasníci diskvalifikováni pro pasivitu
- FF — Kontumační vítězství
- DNA — Soupeř nenastoupil
- TPP — Trestné body celkem
- MPP — Trestné body za zápas

Sankce
- 0 – Lopatkové vítězství, technická převaha, pro pasivitu, zranění soupeře, nenastoupení
- 0,5 – Výhra na body, 8-11 bodů rozdíl
- 1 – Výhra na body, 1-7 bodů rozdíl
- 2 – Výhra pro pasivitu, vítěz taktéž napomínán
- 3 – Prohra na body, 1-7 body rozdíl
- 3,5 – Prohra na body, 8-11 bodů rozdílu
- 4 – Prohra lopatková, technickou převahu, pro pasivitu, zranění, nenastoupení

### Kolo 1
| TPP | MPP |                              | Skóre     |                             | MPP | TPP |
| --- | --- | ---------------------------- | --------- | --------------------------- | --- | --- |
| 4   | 4   | József Balla (HUN)           | DQ / 5:07 | Soslan Andijev (URS)        | 0   | 0   |
| 0   | 0   | Jimmy Jackson (USA)          | TF / 3:39 | Harry Geris (CAN)           | 4   | 4   |
| 0   | 0   | Jorihide Isogai (JPN)        | TF / 1:16 | Carlos Braconi (ARG)        | 4   | 4   |
| 0.5 | 0.5 | Mamadou Sakho (SEN)          | 17 – 7    | Einar Gundersen (NOR)       | 3.5 | 3.5 |
| 0   | 0   | Nikola Dinev (BUL)           | DQ / 5:19 | Heinz Eichelbaum (FRG)      | 4   | 4   |
| 0   | 0   | Roland Gehrke (GDR)          | TF / 4:50 | Lázaro Morales (CUB)        | 4   | 4   |
| 0   | 0   | Ladislau Şimon (ROU)         | TF / 3:58 | Doljingiin Adyaatömör (MGL) | 4   | 4   |
| 0   |     | Moslem Eskandar-Filabi (IRI) |           | Bye                         |     |     |

### Kolo 2
| TPP | MPP |                              | Skóre     |                       | MPP | TPP |
| --- | --- | ---------------------------- | --------- | --------------------- | --- | --- |
| 4   | 4   | Moslem Eskandar-Filabi (IRI) | DQ / 5:12 | József Balla (HUN)    | 0   | 4   |
| 0   | 0   | Soslan Andijev (URS)         | TF / 1:16 | Jimmy Jackson (USA)   | 4   | 4   |
| 5   | 1   | Harry Geris (CAN)            | 13 – 10   | Jorihide Isogai (JPN) | 3   | 3   |
| 8   | 4   | Carlos Braconi (ARG)         | TF / 2:14 | Mamadou Sakho (SEN)   | 0   | 0.5 |
| 7.5 | 4   | Einar Gundersen (NOR)        | DQ / 4:49 | Nikola Dinev (BUL)    | 0   | 0   |
| 8   | 4   | Heinz Eichelbaum (FRG)       | TF / 4:42 | Roland Gehrke (GDR)   | 0   | 0   |
| 8   | 4   | Lázaro Morales (CUB)         | DQ / 5:06 | Ladislau Şimon (ROU)  | 0   | 0   |
| 4   |     | Doljingiin Adyaatömör (MGL)  |           | Bye                   |     |     |

### Kolo 3
| TPP | MPP |                             | Skóre     |                              | MPP | TPP |
| --- | --- | --------------------------- | --------- | ---------------------------- | --- | --- |
| 8   | 4   | Doljingiin Adyaatömör (MGL) | TF / 1:01 | Moslem Eskandar-Filabi (IRI) | 0   | 4   |
| 5   | 1   | József Balla (HUN)          | 10 – 9    | Jimmy Jackson (USA)          | 3   | 7   |
| 0   | 0   | Soslan Andijev (URS)        | TF / 0:44 | Harry Geris (CAN)            | 4   | 9   |
| 3   | 0   | Jorihide Isogai (JPN)       | TF / 2:37 | Mamadou Sakho (SEN)          | 4   | 4.5 |
| 0   | 0   | Nikola Dinev (BUL)          | TF / 7:54 | Roland Gehrke (GDR)          | 4   | 4   |
| 0   |     | Ladislau Şimon (ROU)        |           | Bye                          |     |     |

### Kolo 4
| TPP | MPP |                      | Skóre     |                              | MPP | TPP |
| --- | --- | -------------------- | --------- | ---------------------------- | --- | --- |
| 0   | 0   | Ladislau Şimon (ROU) | DQ / 5:19 | Moslem Eskandar-Filabi (IRI) | 4   | 8   |
| 5   | 0   | József Balla (HUN)   | TF / 3:46 | Jorihide Isogai (JPN)        | 4   | 7   |
| 1   | 1   | Soslan Andijev (URS) | 8 – 3     | Nikola Dinev (BUL)           | 3   | 3   |
| 8.5 | 4   | Mamadou Sakho (SEN)  | TF / 4:12 | Roland Gehrke (GDR)          | 0   | 4   |

### Kolo 5
| TPP | MPP |                      | Skóre  |                      | MPP | TPP |
| --- | --- | -------------------- | ------ | -------------------- | --- | --- |
| 3   | 3   | Ladislau Şimon (ROU) | 5 – 11 | Soslan Andijev (URS) | 1   | 2   |
| 6   | 1   | József Balla (HUN)   | 6 – 3  | Nikola Dinev (BUL)   | 3   | 6   |
| 4   |     | Roland Gehrke (GDR)  |        | Bye                  |     |     |

### Kolo 6
| TPP | MPP |                      | Skóre     |                      | MPP | TPP |
| --- | --- | -------------------- | --------- | -------------------- | --- | --- |
| 8   | 4   | Roland Gehrke (GDR)  | DQ / 8:40 | Soslan Andijev (URS) | 0   | 2   |
| 6   | 3   | Ladislau Şimon (ROU) | 5 – 7     | József Balla (HUN)   | 1   | 7   |

### Finále
Výsledky z předchozích kol se započítávají do finále (žlutě zvýrazněno)
| TPP | MPP |                      | Skóre     |                      | MPP | TPP |
| --- | --- | -------------------- | --------- | -------------------- | --- | --- |
|     | 4   | József Balla (HUN)   | DQ / 5:07 | Soslan Andijev (URS) | 0   |     |
|     | 3   | Ladislau Şimon (ROU) | 5 – 11    | Soslan Andijev (URS) | 1   | 1   |
| 6   | 3   | Ladislau Şimon (ROU) | 5 – 7     | József Balla (HUN)   | 1   | 5   |

## Finálové pořadí
1. Soslan Andijev (URS)
2. József Balla (HUN)
3. Ladislau Şimon (ROU)
4. Roland Gehrke (GDR)
5. Nikola Dinev (BUL)
6. Jorihide Isogai (JPN)
7. Moslem Eskandar-Filabi (IRI)
8. Mamadou Sakho (SEN)